# Phaeotrema sticticum
Phaeotrema sticticum är en svampart som beskrevs av Hale 1975. Phaeotrema sticticum ingår i släktet Phaeotrema, klassen Dothideomycetes, divisionen sporsäcksvampar och riket svampar.   Inga underarter finns listade i Catalogue of Life.